# 藤島歴史公園
藤島歴史公園（ふじしまれきしこうえん）は、山形県鶴岡市にある歴史公園。都市公園としての機能も持つ。

## 概要
2015年に開園。庄内地方のほぼ中央、藤島地域の中心部に位置している。藤島地域のシンボルである藤に特化し整備された。園内には東田川文化記念館も併設されている。
公園の愛称はHisu花（ヒスカ）で、これは2016年8月1日〜9月9日まで公募により愛称を募集し、全国からいただいた164件の応募の中から決定した。history（歴史）×Utopia（ユートピア）×花（藤の花）の意味が込められている。
園内には八重桜10本、河津桜20本、高木（ヤマボウシ他）34本、中木（ヒイラギモクセイ他）44本が植栽されている。

## 園内概要
- 大藤棚（30ｍ×30ｍ）
- フジのトンネル（計2個）
- スクリーン型藤棚
- 藤棚

など